# 샘 라일리
사무엘 피터 W. "샘" 라일리(Samuel Peter W. "Sam" Riley, 1980년 1월 8일 ~ )는 잉글랜드의 배우이자 가수다. 2007년 뮤지션 이언 커티스의 삶을 그린 전기 영화 《컨트롤》에서 커티스 역과, 2014년 영화 《말레피센트》에서 디아발 역을 맡은 것으로 유명하다.
2011년부터 라일리는 독일 배우인 알렉산드라 마리아 라라와 베를린에서 거주하고 있다. 그들은 2009년 8월 결혼했으며, 2014년 1월 태어난 벤(Ben)이라는 아들을 두고 있다.

## 어린 시절
라일리는 영국 웨스트요크셔주 멘스톤에서 간호사 학교 선생님인 아만다와 섬유 제조자인 앤드류 라일리의 아들로 태어났다. 교육은 말시스 학교와 어핑엄 학교에서 받았다. 런던 아카데미 오브 뮤직 앤 드라마아트와 로열연극아카데미에 진학을 신청했으나 둘 다 거절되었다.

## 경력

### 연기

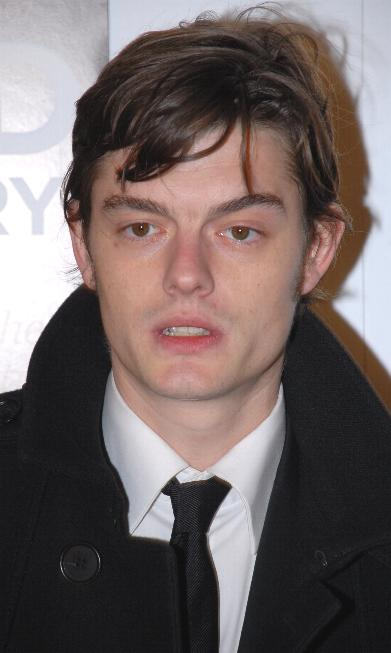
2007년의 라일리

1970년대 포스트 펑크 밴드 조이 디비전의 리드 싱어 이언 커티스를 그린 전기 영화 《컨트롤》에서 커티스 역을 맡아 이름을 널리 알렸다. 비평가의 극찬을 받은 이 영화로 라일리는 영국 독립 영화상의 "가장 유망한 신인상"을 비롯하여 BAFTA의 "떠오르는 스타" 후보, 마크 커모드 2007년 최우수 배우상 수상 등의 명예를 얻었다. 라일리는 이언 커티스로 분하기 전, 마이클 윈터바텀이 감독한 《24시간 파티하는 사람들》에서 더 폴의 프론트 맨인 마크 E 스미스를 연기했으며, 팩토리 레코드사를 그린 이 영화에서는 숀 해리스가 이언 커티스로 분했다. 하지만 라일리의 장면은 최종 컷에서 잘렸다.
2007년 9월, 라일리는 제랄드 맥모로우가 감독한 영국의 사이언스 픽션 영화 《프랭클린》에 출연했고, 미국과 유럽에서 미개봉 상태인 프랑스 스릴러 《13 Tzameti》를 리메이크한 《13》에서 주역으로 출연했다. 2011년 2월 4일 개봉한 《브라이튼 록》에서 핀키 브라운 역을 맡은 그는 헬렌 미렌과 호흡을 맞췄다. 바우테르 살리스가 잭 케루악이 쓴 자전적 소설 《온 더 로드》를 각색한 영화에서 나레이터와 주인공 샐 파라다이스 역을 맡았다. 또한 2011년 독일 코미디 《Rubbeldiekatz》에서 작은 역할을 맡았으며, 그의 아내 알렉산드라 마리아 라라는 여성 주역으로 참여했다. 그의 역할은 "Wagenmeister"으로 표기되었다.
닐 조던이 감독한 《비잔티움》(2012)에서는 젬마 아터튼, 시얼샤 로넌과 함께 다벨 역으로 출연했다. 2012년에는 안젤리나 졸리와 함께 디즈니의 《말레피센트》에서 디아발 역으로 캐스팅되었다. 영화는 2014년 5월에 개봉했다. 2016년 2월에 개봉한 《오만과 편견 그리고 좀비》에서 피츠윌리언 다시 역으로 캐스팅되었다.

### 모델
그는 영국의 패션 기업 버버리의 2008년 가을/겨울 홍보 캠페인에 참여했고, 크리스토퍼 베일리의 지도와 마리오 테스티노의 촬영을 받았다. 그는 2014년 가을/겨울 스테파노 필라티가 디자인한 에르메네질도 제냐의 패션쇼 컬렉션에서 모델로 일했다. 2015년에는 GQ 선정 50인의 베스트 드레서 영국 남성 중 한명으로 선정되었다.

### 음악
몇 년 동안 라일리는 리즈 밴드 10,000 싱스(10,000 Things)의 리드 싱어였으며, 완만한 성공을 거두었다. 2002년 인디 레이블 볼테지 레코드에서 처음 음반을 출시한 그들은 메이저 레이블인 폴리도드와 계약을 맺어 셀프 타이틀 음반을 발표했다. 밴드는 2005년에 해체했다

## 영화 목록
| 연도 | 제목                                 | 배역          | 비고 |
| ---- | ------------------------------------ | ------------- | --- |
| 2007 | 《컨트롤》                           | 이언 커티스   | 브라티슬라바 국제 영화제 최우수 배우상 영국 독립 영화상 신인상 시카고 국제영화제 최우수 배우상 에든버러 국제영화제 최우수 영국 연기상 엠파이어상 신인상 커모드상 최우수 배우상 국제 시네필 소사이어티상 최우수 배우상 런던 영화 비평가 협회 올해의 영국인 연기상 후보 – 영국 영화 텔레비전 예술 아카데미 – 라이징 스타상 후보 – 영국 독립 영화상 최우수 배우 후보 – 이브닝 스탠다드 영국영화상 최우수 배우 후보 – 런던 영화 비평가 협회 올해의 영국인 배우상 후보 – 온라인 영화 비평가 협회 연기상 |
| 2008 | 《프랭클린》                         | 마일로        | |
| 2010 | 《13》                               | 빈센트 페로   | |
| 2010 | 《브라이튼 록》                      | 핀키 브라운   | 후보 – 이브닝 스탠다드 영국영화상 최우수 배우 |
| 2012 | 《온 더 로드》                       | 살 파라다이스 | |
| 2012 | 《비잔티움》                         | 다벨          | |
| 2014 | 《다크 벨리》                        | 그라이더      | |
| 2014 | 《말레피센트》                       | 디아발        | |
| 2015 | 《스윗 프랑세즈》                    | 벤와 라베리   | |
| 2016 | 《오만과 편견 그리고 좀비》          | 미스터 다시   | |
| 2016 | 《프리 파이어》                      | 스티보        | |
| 2016 | 《로비와 토비의 환상여행》           |               | |
| 2017 | 《SS-GB》                            | 더글라스 아처 | BBC One 미니시리즈 |
| 2018 | 《행복의 단추를 채우는 완벽한 방법》 | 피터          | |
| 2019 | 《말레피센트 2》                     | 디아발        | |
| 2019 | 《레이디오액티브》                   |               | |
| 2020 | 《레베카》                           | 잭 파벨       | |
| 2020 | 《웨이 다운》                        | 제임스        | |